# Giro di Slovenia 2010
Il Giro di Slovenia 2010, diciassettesima edizione della corsa, si svolse dal 17 al 20 giugno su un percorso di 667 km ripartiti in 4 tappe, con partenza a Capodistria e arrivo a Novo Mesto. Fu vinto dall'italiano Vincenzo Nibali della Liquigas-Doimo davanti al suo connazionale Giovanni Visconti e al danese Chris Anker Sørensen.

## Tappe
| Tappa  | Data      | Percorso              | km  | Vincitore di tappa | Leader cl. generale |
| ------ | --------- | --------------------- | --- | ------------------ | ------------------- |
| 1ª     | 17 giugno | Capodistria > Medvode | 173 | Grega Bole         | Grega Bole          |
| 2ª     | 18 giugno | Lubiana > Villach     | 166 | Grega Bole         | Grega Bole          |
| 3ª     | 19 giugno | Bled > Krvavec        | 171 | Vincenzo Nibali    | Vincenzo Nibali     |
| 4ª     | 20 giugno | Brežice > Novo Mesto  | 157 | Francesco Chicchi  | Vincenzo Nibali     |
| Totale | Totale    | Totale                | 667 |                    |                     |

## Dettagli delle tappe

### 1ª tappa
- 17 giugno: Capodistria > Medvode – 173 km

| Pos. | Corridore    | Squadra     | Tempo    |
| ---- | ------------ | ----------- | -------- |
| 1    | Grega Bole   | Lampre      | 4h09'34" |
| 2    | Marko Kump   | Adria Mobil | s.t.     |
| 3    | Jure Zrimsek | Sava        | s.t.     |

| Pos. | Corridore    | Squadra     | Tempo    |
| ---- | ------------ | ----------- | -------- |
| 1    | Grega Bole   | Lampre      | 4h09'34" |
| 2    | Marko Kump   | Adria Mobil | a 4"     |
| 3    | Jure Zrimsek | Sava        | a 6"     |

### 2ª tappa
- 18 giugno: Lubiana > Villach – 166 km

| Pos. | Corridore       | Squadra  | Tempo    |
| ---- | --------------- | -------- | -------- |
| 1    | Grega Bole      | Lampre   | 4h06'50" |
| 2    | Daniele Bennati | Liquigas | s.t.     |
| 3    | Matej Stare     | Sava     | s.t.     |

| Pos. | Corridore       | Squadra  | Tempo    |
| ---- | --------------- | -------- | -------- |
| 1    | Grega Bole      | Lampre   | 8h16'04" |
| 2    | Daniele Bennati | Liquigas | a 14"    |
| 3    | Matej Stare     | Sava     | a 16"    |

### 3ª tappa
- 19 giugno: Bled > Krvavec – 171 km

| Pos. | Corridore            | Squadra   | Tempo    |
| ---- | -------------------- | --------- | -------- |
| 1    | Vincenzo Nibali      | Liquigas  | 4h15'14" |
| 2    | Giovanni Visconti    | ISD-Neri  | a 43"    |
| 3    | Chris Anker Sørensen | Saxo Bank | a 45"    |

| Pos. | Corridore            | Squadra   | Tempo     |
| ---- | -------------------- | --------- | --------- |
| 1    | Vincenzo Nibali      | Liquigas  | 12h31'28" |
| 2    | Giovanni Visconti    | ISD-Neri  | a 47"     |
| 3    | Chris Anker Sørensen | Saxo Bank | a 51"     |

### 4ª tappa
- 20 giugno: Brežice > Novo Mesto – 157 km

| Pos. | Corridore         | Squadra     | Tempo    |
| ---- | ----------------- | ----------- | -------- |
| 1    | Francesco Chicchi | Liquigas    | 3h46'48" |
| 2    | Jarosław Marycz   | Saxo Bank   | s.t.     |
| 3    | Borut Božič       | Vacansoleil | s.t.     |

| Pos. | Corridore            | Squadra   | Tempo     |
| ---- | -------------------- | --------- | --------- |
| 1    | Vincenzo Nibali      | Liquigas  | 16h18'22" |
| 2    | Giovanni Visconti    | ISD-Neri  | a 41"     |
| 3    | Chris Anker Sørensen | Saxo Bank | a 51"     |

## Classifiche finali

### Classifica generale
| Pos. | Corridore            | Squadra     | Tempo     |
| ---- | -------------------- | ----------- | --------- |
| 1    | Vincenzo Nibali      | Liquigas    | 16h18'22" |
| 2    | Giovanni Visconti    | ISD-Neri    | a 41"     |
| 3    | Chris Anker Sørensen | Saxo Bank   | a 51"     |
| 4    | Andrea Noè           | C. Flaminia | a 55"     |
| 5    | Cayetano Sarmiento   | Acqua & S.  | s.t.      |
| 6    | Anders Lund          | Saxo Bank   | a 1'08"   |
| 7    | Marcos García        | Xacobeo     | s.t.      |
| 8    | Gasper Svab          | Sava        | a 1'58"   |
| 9    | Grega Bole           | Lampre      | a 2'00"   |
| 10   | Mitja Mahorič        | Adria Mobil | a 2'08"   |